# زمین‌لرزه ۱۳۱۹ جنوب خراسان
زمین‌لرزه جنوب خراسان یا زمین‌لرزه محمدآباد خراسان در تاریخ ۱۶ فوریه ۱۹۴۱ میلادی، برابر با ‎۲۷ بهمن ۱۳۱۹، ساعت ۱۶:۳۸:۰۰ به زمان یوتی‌سی در ایران رخ داد. بزرگی آن ۶٫۳ در مقیاس ریشتر اعلام شده‌است. زمین‌لرزه به وقت محلی در روز یکشنبه، ساعت ۱۹٫۵ روی داده و منطقه زمانی آن یوتی‌سی +۳٫۵ بوده‌است.
سازمان زمین‌شناسی آمریکا نیز جای این زمین‌لرزه را در مختصات ۳۳°۳۰′شمالی ۵۸°۳۶′شرقی / ۳۳٫۵°شمالی ۵۸٫۶°شرقی و بزرگی آنرا برابر با ۶٫۳ در مقیاس ریشتر اعلام کرده‌است.
شمار کشتگان زلزله حدود ۶۸۰ نفر بوده‌است.